# UNEF Medaille
De UNEF Medaille is een onderscheiding van de Verenigde Naties.
De Verenigde Naties hebben in 1956 een vredesmacht ingesteld die de naam "United Nations Emergency Force", meestal afgekort als "UNEF" kreeg.
Er is een UNEF I Medaille en een UNEF II Medaille.
Militairen van Brazilië, Canada, Columbia, Denemarken, India, Noorwegen, Zweden and Joegoslavië vormden als UNEF I een buffer tussen de oorlogvoerende Egyptische en Israëlische troepen in de Sinaï woestijn. In de vredesmacht was één Nederlandse officier aangesteld maar deze Kapitein J.A. Bor moest op last van de Egyptische regering worden teruggeroepen naar het hoofdkwartier in New York. Nederland zou in Egyptische ogen "te partijdig" zijn geweest. 
De VN zag ook toe op het terugtrekken van de Britse, Franse en Israëlische troepen van het Egyptisch grondgebied rond Alexandrië en het Suezkanaal.
In juni 1967 vroeg Egypte de VN om de vredesmacht terug te trekken.
De UNEF Medaille was na de Medaille voor de Korea-oorlog de laatste Medaille voor Vredesmissies van de Verenigde Naties met een opschrift op de medaille zèlf. Sindsdien kregen de tientallen Medailles voor Vredesmissies van de Verenigde Naties ieder een eigen lint maar ze kregen niet langer een inscriptie met de codenaam van de vredesmissie.

## De medaille
Het lint heeft een zandkleur als achtergrond. Dat symboliseert de Sinaïwoestijn. 
De brede band van de VN-blauw en twee dunne lijnen in donkerblauw en groene aan weerszijden van het lint staan voor het Suezkanaal en de Nijlvallei. Men moest negentig dagen aan de missie deelnemen om in aanmerking komen voor toekenning van deze medaille.